# آنتونی کولدوی
آنتونی کولدوی (انگلیسی: Anthony Coldeway؛ ۱ اوت ۱۸۸۷ – ۲۹ ژانویهٔ ۱۹۶۳) یک فیلم‌نامه‌نویس اهل ایالات متحده آمریکا بود. وی بین سال‌های ۱۹۱۰ تا ۱۹۵۴ میلادی فعالیت می‌کرد.
وی نامزد جایزه اسکار بهترین فیلم‌نامه اقتباسی در اولین دوره این مراسم بوده است.
از فیلم‌هایی که وی در آن نقش داشته‌است، می‌توان به گینسبرگ بزرگ، مدل‌ها و همسران، برد پرزحمت، عزیزان دل و سوئیچ بمب، مستخدمه و پارچه کتانی، ناشی‌ها و خرابکاری‌ها، دندان‌پزشکان و بانوان و خپله و کشمکش‌ها اشاره کرد.